# Calosota ariasi
Calosota ariasi is een vliesvleugelig insect uit de familie Eupelmidae. De wetenschappelijke naam is voor het eerst geldig gepubliceerd in 1929 door Bolivar y Pieltain.